# Ɔ̌
Cette page contient des caractères spéciaux ou non latins. S’ils s’affichent mal (▯, ?, etc.), consultez la page d’aide Unicode.
Ɔ̌ (minuscule : ɔ̌), ou O ouvert caron ou O ouvert antiflexe, est un graphème utilisé dans l’écriture de l’awing, du bakaka, du bangolan, du kenyang, du koonzime, du kwanja, du mfumte, du mundani, du ngiemboon, et du ngomba.
Il s’agit de la lettre O ouvert diacritée d'un caron.

## Utilisation
Dans plusieurs langues tonales, ‹ ɔ̌ › représente un O ouvert avec un ton montant. Il ne s’agit d’une lettre à part entière, et elle placée avec le O ouvert sans accent ou avec une autre accent dans l’ordre alphabétique.

## Représentations informatiques
Le O ouvert caron peut être représenté avec les caractères Unicode suivants (latin étendu B, Alphabet phonétique international, diacritiques), :
| formes    | représentations | chaînes de caractères | points de code | descriptions                                       |
| --------- | --------------- | --------------------- | -------------- | -------------------------------------------------- |
| capitale  | Ɔ̌               | Ɔ◌̌                    | U+0186 U+030C  | lettre majuscule latine o ouvert diacritique caron |
| minuscule | ɔ̌               | ɔ◌̌                    | U+0254 U+030C  | lettre minuscule latine o ouvert diacritique caron |